# Stigsjön
Stigsjön är en sjö i Finspångs kommun i Östergötland och ingår i Nyköpingsåns huvudavrinningsområde. Sjön är 2,6 meter djup, har en yta på 0,083 kvadratkilometer och befinner sig 86,1 meter över havet.